# Citrus Park (Florida)
Citrus Park es un lugar designado por el censo ubicado en el condado de Hillsborough en el estado estadounidense de Florida. En el Censo de 2010 tenía una población de 24252 habitantes y una densidad poblacional de 865,49 personas por km².

## Geografía
Citrus Park se encuentra ubicado en las coordenadas 28°4′16″N 82°33′44″O / 28.07111, -82.56222. Según la Oficina del Censo de los Estados Unidos, Citrus Park tiene una superficie total de 28.02 km², de la cual 26.32 km² corresponden a tierra firme y (6.08%) 1.7 km² es agua.

## Demografía
Según el censo de 2010, había 24252 personas residiendo en Citrus Park. La densidad de población era de 865,49 hab./km². De los 24252 habitantes, Citrus Park estaba compuesto por el 78.36% blancos, el 8.7% eran afroamericanos, el 0.41% eran amerindios, el 4.73% eran asiáticos, el 0.08% eran isleños del Pacífico, el 4.23% eran de otras razas y el 3.48% pertenecían a dos o más razas. Del total de la población el 33.6% eran hispanos o latinos de cualquier raza.